# Battaglia di Culloden
La battaglia di Culloden (gaelico: Blàr Chùil Lodair), combattuta il 16 aprile 1746 presso Inverness nelle Highlands scozzesi, vide i sostenitori di Carlo Edoardo Stuart, detto il "Giovane Pretendente" (The Young Pretender, detto anche "Bonnie Prince Charlie"), definitivamente sconfitti dalle forze lealiste comandate dal Duca di Cumberland, figlio di re Giorgio II, che per l'efferatezza della repressione portata avanti nei confronti dei giacobiti fu soprannominato "Billy il Macellaio".
Quella di Culloden fu l'ultima battaglia campale combattuta in Gran Bretagna: nonostante si fosse in piena età moderna gli scozzesi utilizzarono sul campo concetti e strategie risalenti al Medioevo, fino a quel momento sempre vincenti contro la fanteria inglese, ma che risultarono fallimentari per via della superiorità numerica e di fuoco delle truppe Hannoveriane, portando quindi a una sconfitta totale degli Scozzesi.
(James Wolfe, 17 aprile 1746)

## Antefatto
Dopo la Gloriosa Rivoluzione del 1688 e la cacciata dell'ultimo re cattolico, le speranze di una restaurazione giacobita sul trono dei tre "regni" non erano ancora tramontate in Gran Bretagna, ed anzi con il passare degli anni andavano sempre più riacquistando forza, specialmente in Irlanda e Scozia, dove le confische territoriali operate da Guglielmo d'Orange a favore dei protestanti, avevano destato forte malanimo da parte dei cattolici. Le speranze per i giacobiti sembrarono risollevarsi nel 1744, quando la causa del casato degli Stuart ottenne l'appoggio politico e militare del re di Francia, Luigi XV. Questi infatti vedeva di buon occhio sul trono britannico un suo candidato, per di più cattolico. Nel febbraio dello stesso anno, diecimila soldati francesi furono radunati a Dunkerque: il piano francese prevedeva di traghettarli fino alla costa meridionale dell'Essex, per poi avanzare da qui verso la capitale inglese. Rappresentante degli Stuart era il Principe di Galles Carlo Edoardo, figlio primogenito di Giacomo Edoardo Stuart e nipote dell'ultimo sovrano Stuart dei "tre regni", Giacomo II.
I piani francesi di invasione dell'Inghilterra furono però mandati all'aria dalle cattive condizioni atmosferiche, che portarono alla distruzione quasi totale della flotta francese. Sfumata anche questa occasione, Giacomo Edoardo, il "Vecchio Pretendente", perse ogni influenza nei giochi della politica europea; i suoi progetti passarono al figlio Carlo Edoardo, che da quel momento prese il soprannome di "Giovane Pretendente" nei salotti politici europei e l'appellativo di "Bel Principe Carlo" (Bonnie Prince Charlie) in quelli aristocratici e filo-giacobiti.
Nel 1745 Carlo Edoardo fu nominato reggente dal padre ed il 16 luglio cominciò una nuova spedizione. Insieme ad un ristretto numero di conoscenti e dotato di un'esigua quantità di armi e munizioni si diresse verso la Scozia a bordo della fregata Du Teillay, comandata da Antony Walsh, un noto corsaro. La fregata leggera era scortata dalla Elizabeth, un vascello francese di terza classe; a bordo di quest'ultima nave era imbarcato un gruppo di volontari, scarso per numero e per qualità dell'equipaggiamento. L'impresa iniziò in modo sfortunato: la Elizabeth, gravemente danneggiata in uno scontro con il vascello inglese Lyon avvenuto ad ovest delle coste irlandesi, fu costretta a tornare indietro verso Brest, portando con sé i soldati ed i viveri destinati a sostenere la rivolta scozzese.
Carlo Edoardo, a bordo della Du Teillay, riuscì comunque a raggiungere le Isole Ebridi, eludendo il blocco navale operato dagli inglesi, e da qui poté giungere sulla terraferma scozzese, il 25 luglio, esattamente nella rada di Loch nan Uamh, vicino ad Arisaig. Da qui il Bel Carlo cominciò a chiamare a raccolta i Clan delle Highlands. Il 9 agosto, a Glenfinnan, Carlo Edoardo fece innalzare lo stendardo degli Stuart, proclamandosi reggente in nome del padre. Il 16 agosto vennero aperte le ostilità. A Highbridge un piccolo gruppo di giacobiti guidati da Sir Tìr nan drìs attaccò due compagnie di fanteria inglese catturando il loro capitano. Iniziava così il "Quarantacinque".

### Il "Quarantacinque"

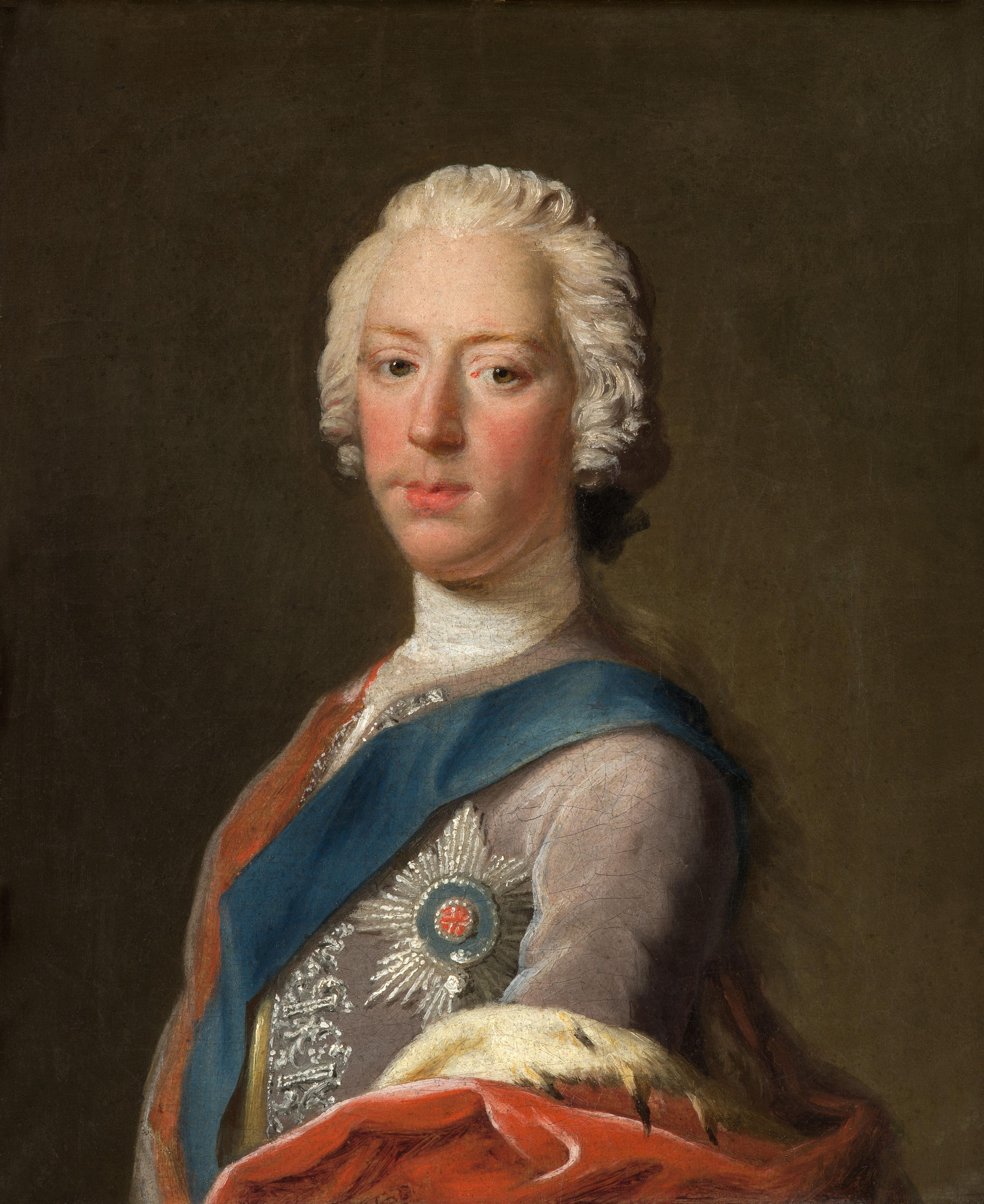
Carlo Edoardo Stuart, dipinto di Allan Ramsay

Inizialmente l'esercito riunito da Carlo Edoardo consisteva in 1200 uomini appena, divisi più o meno equamente tra gli appartenenti al clan dei Cameron sotto il comando di Sir Lochiel ed ai membri del clan MacDonald agli ordini di Keppoch. Questo piccolo contingente si ingrandì man mano che avanzava verso le Highlands orientali fino a Badenonoch; ironia della sorte, l'esercito di Carlo Edoardo percorreva proprio quelle strade che erano state costruite dagli inglesi durante la precedente insurrezione giacobita del 1715 con lo scopo di facilitare il controllo della regione, rendendo più rapidi gli spostamenti delle truppe. L'esercito inglese capitanato da Sir John Cope, mandato precipitosamente contro la spedizione ribelle, procedette in direzione di Inverness, aprendo in questo modo a Carlo Edoardo la strada verso Edimburgo.
A Perth si unì all'esercito del Pretendente Lord George Murray, che si sarebbe in seguito rivelato un valente comandante. Nel frattempo, il 17 settembre il Principe Carlo entrò ad Edimburgo, stabilendosi ad Holyrood Palace, antica residenza degli Stuart; la guarnigione della città si arroccò nel castello. Cope provò a contrastare Carlo: raggiunta Aberdeen, il suo esercito si imbarcò per Dunbar per poi avanzare verso Edimburgo. All'alba del 21 settembre, a Prestonpans, i dragoni di Cope si trovarono davanti lo spettacolo della carica in massa degli Highlanders attraverso la fitta foschia «[...] tra le selvagge grida di guerra delle Highlands ed il lamento delle cornamuse». L'armata inglese fu sbaragliata e messa in rotta in appena dieci minuti e Cope dovette affrontare la Corte marziale.
Impadronitosi definitivamente della Scozia, Carlo Edoardo poté dedicarsi al suo obiettivo finale, raggiungere Londra: il suo esercito si mise in marcia verso la capitale il 1º novembre, coronando la sua avanzata con l'occupazione di Carlisle il 16 novembre, di Manchester il 28 e di Derby il 4 dicembre. Tuttavia, non tutto andava secondo i piani di Carlo, che ebbe dei forti contrasti con Lord Murray: gli aiuti da parte dei giacobiti inglesi furono più inconsistenti del previsto e giunsero in ritardo, e circa mille Highlanders disertarono, tornando nella loro patria. Oltre a questi problemi interni, il Pretendente si trovò a dover fronteggiare tre armate lealiste che, sotto il comando del Duca di Cumberland, figlio di re Giorgio II, succeduto come comandante-in-capo al Feldmaresciallo Wade, si stavano riunendo per accerchiare i giacobiti. Il Principe Carlo decise allora di ritirarsi, sebbene Londra distasse ormai solamente 127 miglia e la città, come lo stesso Horace Walpole riporta nel suo famoso epistolario, fosse in grande inquietudine per le notizie che circolavano riguardo ad un grande esercito francese imbarcato sulle coste di Calais e già in rotta attraverso il Canale della Manica, e di numerosi rinforzi giacobiti in arrivo dal Galles e dalle contee della stessa Inghilterra.
Mostrando scarso acume strategico e politico, invece di marciare celermente ad occupare Londra, Carlo Edoardo preferì tornare indietro verso la Scozia, entrando a Glasgow il giorno di Natale, nonostante la città gli fosse ormai ostile. Addirittura la città di Stirling lo fece entrare solo malvolentieri, sebbene i governativi rimanessero rinchiusi nel castello. La fortuna però sembrò essere ancora favorevole al Principe Carlo. Lady Anne MacKintosh, il cui marito, capo del clan omonimo, militava nelle truppe governative, gli inviò segretamente 400 uomini, guadagnandosi dai giacobiti l'appellativo di "Colonnello Anne". Infine arrivarono anche i tanto attesi aiuti francesi. Il 17 gennaio 1746, a Falkirk, i giacobiti sconfissero l'esercito del Tenente-Generale Henry Hawley. Il 1º febbraio l'esercito delle Highlands passò a guado il Forth per dirigersi verso nord.
Nonostante il suo segretario, John Williams O'Sullivan, insistesse per riprendere l'avanzata verso sud, il Principe Carlo preferì dare ascolto a Lord Murray, che suggeriva la strategia opposta, e stabilì il proprio quartier generale ad Inverness, dove rimase per sette settimane a svernare. Nel frattempo, però, la sua situazione stava peggiorando, in quanto con l'avanzata dell'armata del Duca di Cumberland, che si era stabilita ad Aberdeen, molti capi scozzesi avevano cominciato ad abbandonarlo, mentre gli aiuti economici inviati dalla Francia erano stati neutralizzati dagli inglesi. Il Duca di Cumberland, insieme a numerosi alleati tedeschi dell'Hannover e dell'Assia, lasciò Aberdeen l'8 aprile, dirigendosi verso Nairn. Il 14 aprile, l'esercito giacobita si preparò allo scontro, schierandosi il giorno successivo nella brughiera di Drumossie.

## La battaglia

Mappa della battaglia.

Nonostante l'esercito giacobita fosse schierato, il 15 aprile 1746 si concluse senza combattimenti, in quanto l'esercito inglese aveva festeggiato il compleanno del proprio comandante con una distribuzione supplementare di brandy ed era rimasto nel proprio accampamento a festeggiare. L'esercito ribelle non sfruttò questa occasione perché i propri comandanti non avevano ancora raggiunto un accordo sulla scelta del campo di battaglia adatto. Mentre infatti O'Sullivan ed il Principe Carlo sostenevano che la brughiera fosse un buon terreno per le proprie truppe, Lord Murray obiettava (e i fatti gli avrebbero dato ragione), che un simile campo di battaglia avrebbe fiaccato le temute cariche degli Highlanders, permettendo invece agli inglesi di sfruttare al meglio la potenza di fuoco di moschettieri ed artiglieria.
Queste discussioni durarono tutto il giorno, mentre le truppe giacobite rimanevano schierate immobili, preda di freddo e fame. A notte inoltrata, fu ordinato un attacco al campo inglese, che fu però respinto.
Demoralizzati, affamati e sconcertati dall'assurda gestione della situazione da parte dei loro comandanti, i soldati giacobiti si ritirarono, senza avere la possibilità di riposarsi durante la notte. Alcuni, stremati, si gettarono in preda al sonno lungo la strada e vennero sorpresi e massacrati da picchetti di soldati inglesi.

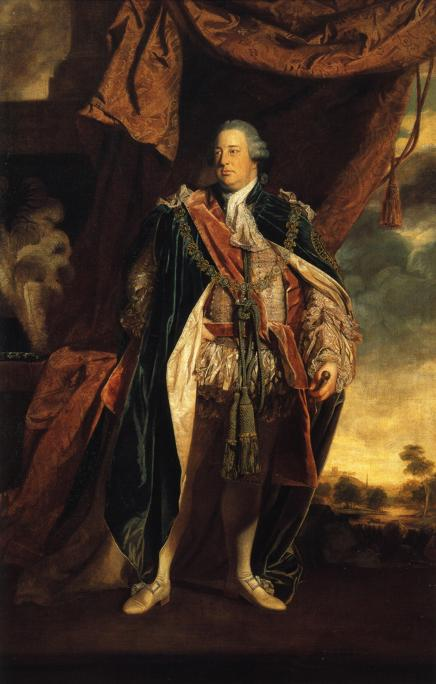
Guglielmo Augusto, Duca di Cumberland, ritratto da Sir Joshua Reynolds.

All'alba del 16 aprile, Carlo Edoardo schierò le sue truppe; tutto il suo esercito consisteva di poco più di 5 000 uomini, inclusi i due battaglioni dei reggimenti giacobiti dell'esercito francese, gli Écossais Royaux e la Brigade Irlandaise, e qualche centinaio di cavalieri malamente armati. L'artiglieria contava solo tredici vecchi cannoni leggeri da campo di provenienza francese. Gli Highlanders si disposero in ordine per clan formando due linee, mentre in riserva stava la debole cavalleria di Lord Kilmarnock e le truppe franco-irlandesi. Dall'altra parte del campo di battaglia si dispiegarono i diciotto battaglioni ottimamente addestrati di fanteria di linea del Duca di Cumberland, di cui tre scozzesi dei clan fedeli agli Hannover, e due reggimenti di dragoni.

L'esercito inglese agli ordini di Lord Cumberland era schierato su tre file: le prime due (comandate rispettivamente dal Conte di Albemarle e dal maggior generale John Huske) erano composte da sei battaglioni, mentre la terza, tenuta come riserva, era costituita da tre battaglioni agli ordini di Sir John Morduant. I lati erano protetti dalla cavalleria, mentre l'artiglieria, ben più potente di quella a disposizione dell'esercito giacobita, era schierata negli spazi tra i vari battaglioni. Infine, sul lato sinistro dello schieramento erano posizionati tre battaglioni di scozzesi fedeli alla casata degli Hannover, che costituivano la milizia dell'Argyll; questi ultimi dovevano, secondo i piani inglesi, accerchiare l'esercito ribelle, prendendolo di lato. La maggior parte delle informazioni sulla disposizione dell'esercito del Duca di Cumberland si ha, oltre che dai dispacci militari, dalle due lettere che l'allora Maggiore James Wolfe scrisse il giorno dopo la battaglia. 
(James Wolfe, 17 aprile 1746)
Lo scontro fu aperto, verso le dieci del mattino, dal fuoco dei cannoni leggeri giacobiti, reso inefficace dalla distanza eccessiva e dall'inesperienza degli artiglieri. Sebbene il terreno paludoso avesse diminuito la potenza dell'artiglieria nemica, in attesa dell'ordine di attacco la lunga linea di tartan subì comunque delle perdite molto consistenti ed il morale cominciò a precipitare. Tuttavia, il Principe Carlo attese addirittura un'ora prima di dare il segnale di attacco, poiché, trovandosi distante dalla prima linea, non si era reso conto di quante vittime stesse facendo l'artiglieria inglese tra le sue file. Quando finalmente i ribelli si decisero ad attaccare, inoltre, i MacDonald si rifiutarono di eseguire l'ordine, infuriati per essere stati disposti sul fianco sinistro dell'armata ignorando la loro tradizionale posizione sul fianco destro. Questa insubordinazione fece sì che solo una parte delle forze giacobite prese effettivamente parte alla battaglia.
I clan della Confederazione dei Chattan furono i primi a lanciarsi alla carica al selvaggio grido delle Highlands, ma il terreno acquitrinoso dinanzi a loro li costrinse a convergere verso destra, andando così a sbarrare la strada agli altri reggimenti di Highlanders e sospingendoli sempre più verso il muretto di pietra. Nonostante il grande scompiglio creatosi con questa manovra accidentale, i giacobiti continuarono ad avanzare intrepidamente. L'esercito che avevano di fronte, però, oltre ad essere numericamente superiore, era sostanzialmente diverso da quelli contro i quali i giacobiti avevano riportato diverse vittorie: l'armata di Lord Cumberland era formata da reparti di élite dell'esercito inglese, tra i cui componenti vi erano dei veterani che avevano preso parte, in qualche caso, alle battaglie di Dettingen e Fontenoy in Europa. Giunti così a pochi passi dalle linee inglesi, gli Highlanders furono investiti dalle scariche dei moschetti e dal fuoco a mitraglia dell'artiglieria.
Nondimeno, un gran numero di giacobiti raggiunse le linee nemiche e per la prima volta da lungo tempo una battaglia fu decisa dallo scontro corpo a corpo tra gli Highlanders armati di spada e scudo e le giubbe rosse inglesi con moschetti e baionette inastate. Nella mischia selvaggia che seguì, in particolare con il 4º Reggimento di linea di Sir Robert Rich, la carica dei giacobiti venne arrestata ed i pochi ribelli che riuscirono a penetrare la prima linea nemica furono falciati dal fuoco della seconda.
Nel 1745, il reggimento di James Wolfe, il futuro eroe dell'assedio di Louisbourg e della battaglia di Québec, venne richiamato in patria dal Continente per essere messo agli ordini del Duca di Cumberland e mandato in Scozia. Wolfe fu presente a Falkirk, il 17 gennaio 1746, dove l'armata inglese del tenente generale Henry Hawley venne sconfitta dalle truppe giacobite. Tre mesi dopo, a Culloden, Wolfe ed i suoi uomini si distinsero per aver salvato la linea contrattaccando alla baionetta e ricacciando indietro gli Highlanders, dopo che la loro carica era riuscita a sfondare il reggimento di Barrell.
Una dei tanti aneddoti sulla battaglia di Culloden narra che il Duca di Cumberland ordinò a Wolfe di sparare «a quella canaglia scozzese che osa guardarci in modo così insolente», alludendo a Lord Fraser di Inverallochy, che giaceva ferito sul campo. Al che Wolfe, indignato, rispose seccamente che la sua commissione da ufficiale era a disposizione di Sua Altezza Reale, ma che mai avrebbe acconsentito a divenire un carnefice. Si dice che sia per questo motivo che in seguito il reggimento dei Fraser rimase fedelissimo a Wolfe quando, nominato Maggior-generale, fu inviato in Nord America durante la Guerra dei Sette Anni.
Mentre era ancora in corso l'attacco, una parte delle truppe inglesi aveva scavalcato il muretto di pietra e la milizia dell'Argyll, guidata da Lord Campbell, avanzò portandosi sul fianco dei giacobiti. Ormai sicuri della vittoria, gli inglesi respinsero definitivamente i pochi ribelli superstiti e sterminando i feriti.
I dragoni di Lord Mark Kerr agli ordini del generale Hawley caricarono le truppe in fuga compiendo un vero e proprio massacro. Il principe Carlo Edoardo scampò fortunosamente alla morte ed alla cattura, riuscendo a fuggire insieme ad una piccola scorta. Per coprire la sua fuga, si immolarono i reggimenti francesi ed irlandesi.
In appena un'ora il Duca di Cumberland aveva ottenuto una vittoria schiacciante. Circa 1 250 giacobiti giacevano morti sul campo di battaglia, altrettanti erano rimasti feriti in modo più o meno grave ed erano stati presi 558 prigionieri. Gli inglesi avevano perso circa una cinquantina di uomini, la maggior parte dei reggimenti di Barrell e Munro; i feriti ammontavano a 259.

## Conseguenze
L'esito disastroso della battaglia pose definitivamente fine sia ai piani degli Stuart di riconquistare il trono inglese, sia al sogno scozzese di rendersi nuovamente indipendenti dall'Inghilterra. Lo sterminio totale dei feriti ordinato ai suoi soldati fece sì che il Duca di Cumberland fosse soprannominato dagli scozzesi "Billy the Butcher", Billy il Macellaio. Alcuni prigionieri d'alto rango furono portati a Inverness per essere processati e giustiziati, mentre tre Lord ribelli furono inviati a Londra.

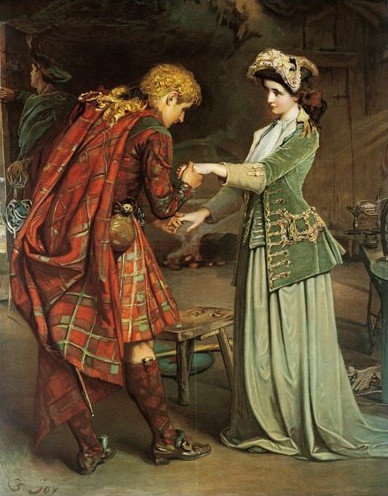
L'addio di Flora MacDonald al Bel Principe Carlo, dipinto di George William Joy

Carlo Edoardo fuggì dal campo di battaglia e passò altri cinque mesi da fuggiasco in Scozia, con una taglia di 30 000 sterline sulla sua testa. Aiutato da una nobildonna scozzese, Flora MacDonald, di lì a poco il Bel Carlo lasciò avventurosamente il suolo scozzese travestito da donna, per riparare in Francia.
Subito dopo la battaglia, Cumberland si recò ad Inverness con la sciabola ancora coperta di sangue, come gesto simbolico e di monito. Il giorno seguente, il massacro andò avanti. Il Duca svuotò le prigioni dai detenuti inglesi ed ordinò di riempirle con i prigionieri giacobiti. Un certo numero di arrestati fu portato in Inghilterra per essere processato per alto tradimento. Una serie di processi ebbe luogo a Berwick-upon-Tweed, York e Londra e molti giacobiti furono tenuti prigionieri per diverso tempo nei pontoni sul Tamigi e in Tilbury Fort, dove furono torturati e lasciati morire. Le esecuzioni furono condotte in rapporto di una a venti. In totale, a Culloden furono presi prigionieri 3 470 giacobiti ed altri sostenitori, dei quali 120 condannati a morte ed 88 morti nelle carceri; 936 furono deportati nelle colonie e 222 esiliati. Mentre molti in seguito furono rilasciati, la sorte di quasi 700 persone rimase sconosciuta. Allo stesso modo di come operò una giustizia sommaria sui prigionieri giacobiti, Cumberland si mostrò inflessibile anche nei confronti dei suoi uomini, facendo fucilare 36 disertori inglesi. La repressione attuata non fu comunque molto differente per efferatezza da quella operata da Giacomo II ai tempi della ribellione di Monmouth, con le assise insanguinate del giudice Jeffreys.
Diversamente dai ribelli scozzesi, ai picchetti di soldati irlandesi dell'esercito francese fu concessa una resa formale e fu riservato un trattamento onorevole, permettendo loro anche un ritorno in Francia: erano considerati soldati regolari di una nazione straniera, soggetti al normale codice di guerra. I prigionieri giacobiti, invece, visti come traditori, furono trattati di conseguenza.

## Epilogo
La repressione delle truppe governative contro i giacobiti ed i loro simpatizzanti proseguì nei mesi successivi. Gli inglesi, inoltre, presero diversi provvedimenti per sottomettere definitivamente la Scozia, annientandone costumi e tradizioni: agli scozzesi fu proibito di indossare il kilt o di suonare la cornamusa, con la sola eccezione dei reggimenti reclutati nell'esercito inglese; a questa serie di leggi, detta Atto di Proscrizione (Act of Proscription), si aggiunsero l'Atto di Abolizione del Possesso (Tenures Abolition Act), che decretò la fine del vincolo feudale di servizio militare e l'Atto di Giurisdizione sulla Successione (Heritable Jurisdictions Act), che abolì l'autorità virtuale che i capi avevano sui loro clan. Le nuove provvisioni ecclesiastiche mirarono a proscrivere la principale confessione religiosa dei giacobiti, l'Episcopalismo. Anche le radici culturali scozzesi furono duramente provate dagli inglesi, che osteggiarono l'uso del gaelico e la recita delle antiche opere letterarie scozzesi.
(Lacrime di Scozia, Tobias Smollett)
In seguito alla battaglia Händel scrisse l'oratorio Judas Maccabeus in onore del Duca di Cumberland, con la celeberrima aria “See how the conquering hero comes”.

## La sesta strofa diGod Save the King
Prima che il Duca di Cumberland prendesse il comando dell'esercito inglese, la truppe di re Giorgio II furono radunate a Newcastle-upon-Tyne sotto gli ordini del Feldmaresciallo George Wade. Il 15 ottobre 1745, sul The Gentleman's Magazine, fu pubblicato ufficialmente per la prima volta l'inno God Save the King in onore di re Giorgio. La sesta ed ultima strofa, tolta alla fine del XX secolo, quando l'anthem venne adottato ufficialmente come inno nazionale, conteneva le seguenti parole:

## I clan
Residuo di una società tribale ormai destinata al tramonto, il clan (dal gaelico clann, "famiglia", "figlio") rappresentava la struttura sociale cardine delle Highlands scozzesi. Era composto da famiglie che si consideravano discendenti dagli stessi antenati e che sovente portavano lo stesso cognome. Il capoclan, cui spettava il titolo di Laird, aveva il possesso di tutte le terre sulle quali vivevano i membri del suo clan; questi, in cambio del diritto di coltivarle, erano tenuti a seguirlo in guerra. Ogni clan era distinto da un particolare schema di colori, nelle tipiche fantasie geometriche celtiche, chiamato tartan, che veniva portato sui kilt, sui plaid e su altri capi di abbigliamento. L'armata giacobita che combatté a Culloden includeva uomini da: Clan Stuart (Stewart di Appin), Clan Donnachaidh, Clan MacDonald di Keppoch, Clan MacDonnell di Glengarry, Clan MacDonald di Clanranald, Clan Mackinnon, Clan Cameron, Clan Gordon, Clan Fraser, Clan MacGregor, Clan MacLean, Clan MacLeod, Clan MacIntyre, Clan Ogilvy, Clan Chisholm, Clan MacLaren, Clan MacLea, Clan MacBain, Clan MacLachlan, Clan Macnaghten, e Clan Chattan (confederazione composta da: Clan Davidson, Clan MacGillivray, Clan Macpherson, Clan MacKintosh, Clan MacDuff e Clan Farquharson).

## Forze in campo

### L'esercito giacobita
Gli Highlanders del Principe Carlo Edoardo non erano assolutamente in grado di eseguire sul campo di battaglia le complicate manovre della fanteria imposte dal drill settecentesco. Essi conoscevano una sola tattica, usata negli scontri tra clan per il possesso delle terre o del bestiame che da secoli coinvolgevano le Highlands: la selvaggia carica per arrivare a una mischia furibonda in cui la forza fisica e il coraggio dei singoli decidevano l'esito dello scontro. Durante il "Quarantacinque" questo modo di combattere si dimostrò efficace finché gli Highlanders si trovarono di fronte le piccole e poco addestrate milizie di contea inglesi, ma fallì totalmente a Culloden, dove l'esercito del Duca di Cumberland, numeroso e formato da reggimenti regolari di veterani, ne arrestò l'impeto con il micidiale fuoco dei moschetti.
L'esercito giacobita poteva però contare anche su numerosi veterani delle guerre europee, sia inseriti all'interno delle normali milizie di clan come reduci (la Scozia, specie quella settentrionale, riforniva di soldati l'esercito britannico da più di un secolo, e a maggior ragione dopo l'atto d'unione), e, soprattutto, nelle piccole (e minoritarie in quel frangente) formazioni regolari scozzesi ed irlandesi degli eserciti spagnolo e francese. I soldati del "reggimento scozzese reale" (Régiment écossais royal) e della brigata irlandese francese (rinforzata con alcuni elementi dei reggimenti irlandesi spagnoli) costituivano una piccola ma relativamente ben addestrata e robusta riserva per l'esercito giacobita, capace di combattere secondo le norme del drill settecentesco (e in particolare secondo il regolamento francese).
Dopo le esperienze negative di Prestonpans e Falkirk le truppe di Sua Maestà adottarono una nuova tecnica di impiego della baionetta. Ogni soldato, invece di affondare l'arma contro il nemico di fronte, che poteva ripararsi con lo scudo, si lanciava contro quello impegnato ad attaccare il compagno che si trovava alla sua destra. In tal modo il fianco dell'avversario non era protetto e poteva essere colpito più facilmente. Non si conoscono con precisione i dettagli di questo nuovo tipo di impiego della baionetta, ma si sa che ebbe una grande influenza sul morale dei soldati che a Culloden sferrarono gli attacchi con più vigore e combatterono con maggiore decisione.

### L'esercito inglese
I reggimenti regolari che il Duca di Cumberland comandava a Culloden trovavano la loro origine nelle riforme militari di Oliver Cromwell e nella sua New Model Army operate durante la Guerra civile inglese, di cui conservavano l'organizzazione ed il tradizionale colore rosso scarlatto delle uniformi. Il rigido drill settecentesco fu però ereditato dalle lunghe guerre di re Guglielmo III sul Continente. Addestrati a combattere per battaglione in lunghe fila profonde tre ranghi, i soldati inglesi facevano affidamento sul preciso fuoco dei loro moschetti, la cui efficacia era determinata da un ferreo addestramento, e sull'impatto micidiale delle baionette negli scontri corpo a corpo. A partire dai primi del Settecento ad una compagnia di ogni battaglione fu dato il nome di granatieri. Essa era costituita dai soldati più coraggiosi e di costituzione più robusta (alti non meno di 1,80 m) armati, oltre che di moschetto e baionetta, di alcune granate a miccia da lanciare a mano, che tuttavia caddero presto in disuso. Come segno distintivo, i granatieri portavano la mitria al posto del normale cappello a tricorno, elemento che li faceva apparire come dei veri e propri giganti.

### Ordine di battaglia
Di seguito l'ordine di battaglia dei due eserciti, con relative perdite.
| Esercito Giacobita                                                              |                                                                                 |                                                                     |
| Comandante in capo                                                              |                                                                                 |                                                                     |
| Carlo Edoardo Stuart, Principe di Galles                                        |                                                                                 |                                                                     |
| Secondo in comando                                                              | Segretario militare e Aiutante generale                                         | Aiutante di campo                                                   |
| Lord George Murray                                                              | John William O'Sullivan                                                         | Sir Lachlan MacLachlan                                              |
| Prima Linea                                                                     |                                                                                 |                                                                     |
| Ala sinistra                                                                    | Centro                                                                          | Ala destra                                                          |
| Com. Duca di Perth                                                              | Com. Lord John Drummond                                                         | Com. Lord George Murray                                             |
| Regg. Clanranald (Clan MacDonald di Clanranald) Ranald MacDonald di Clanranald  | Regg. Fraser (Clan Fraser di Lovat) Sir Charles Fraser di Inverallochy          | Regg. Atholl (Clan Murray) Sir William Murray di Nairne             |
| Regg. Keppoch (Clan MacDonald di Keppoch) Sir Alexander MacDonald di Keppoch    | Regg. Chattan Sir Alexander MacGillivray di Dunmaglass                          | Regg. Lochiel (Clan Cameron) Sir Donald Cameron di Lochiel          |
| Regg. Glengarry (Clan MacDonell di Glangarry) Sir Donald MacDonell di Lochgarry | Regg. Farquharson (Clan Farquharson) Sir James Farquharson di Balmoral          | Regg. Appin (Clan Stewart di Appin) Sir Charles Stewart di Ardshiel |
| Regg. Grant (Clan Grant di Glenmorriston) Alexander Grant di Corrimony          | Regg. MacLachlan-MacLean (Clan Maclachlan e MacLean) Charles MacLean di Drimnin | -                                                                   |
| -                                                                               | Regg. MacLeod (Clan MacLeod) Sir Malcolm MacLeod di Raasay                      | -                                                                   |
| -                                                                               | Regg. d'Edimburgo John Roy Stewart                                              | -                                                                   |
| -                                                                               | Regg. Chisholm (Clan Chisholm) Roderick Chisholm di Comar                       | -                                                                   |
| Seconda Linea                                                                   | Terza Linea                                                                     |                                                                     |
| Com. brigadier generale Walter Stapleton                                        | Com. Conte di Kilmarnock                                                        |                                                                     |
| Regg. Ogilvy (Clan Ogilvy) Lord David Ogilvy                                    | Regg. Kilmarnock (Clan Boyd) Conte di Kilmarnock                                |                                                                     |
| 1º Regg. Gordon (Clan Gordon) Lord Lewis Gordon                                 | Regg. Pitsligo (Clan Forbes) Barone di Pitsligo                                 |                                                                     |
| 2º Regg. Gordon (Clan Gordon) John Gordon di Glenbucket                         | Régiment Baggot sconosciuto                                                     |                                                                     |
| Regg. del Duca di Perth sconosciuto                                             | Regg. a cavallo di Elcho (Clan Wemyss) Lord Elcho                               |                                                                     |
| Régiment Écossais Royaux Lord Louis Drummond                                    | Guardie a cavallo sconosciuto                                                   |                                                                     |
| Brigade irlandese Maggiore Summan                                               | Regg. a cavallo di FitzJames Sir Jean McDonell                                  |                                                                     |

| Perdite |        |             |
| Morti   | Feriti | Prigionieri |
| 1 250   | 1 000  | 558         |

| Esercito Inglese                                          |                                                                     |                                                    |
| Comandante in capo                                        | Comandante in capo                                                  | Comandante della cavalleria                        |
| Sua Altezza Reale il Duca di Cumberland                   | Sua Altezza Reale il Duca di Cumberland                             | Tenente generale Henry Hawley                      |
| Aiutanti di campo                                         |                                                                     |                                                    |
| Conte di Albemarle                                        | Lord Charles Catchcart                                              | Tenente colonnello Henry S. Conway                 |
| Prima Linea                                               | Seconda Linea                                                       | Terza Linea                                        |
| Com. Conte di Albemarle (ADC) e Lord Sempill              | Com. maggior generale John Huske                                    | Com. brigadier generale John Mordaunt              |
| 1º Regg. di Fanteria di Linea Ten. Col. James Sinclair    | 3º Regg. di Fanteria di Linea Ten. Col. Howard                      | 13º Regg. di Fanteria di Linea Ten. Col. Pulteney  |
| 4º Regg. di Fanteria di Linea Ten. Col. Robert Rich       | 8º Regg. di Fanteria di Linea Magg. James Wolfe                     | 27º Regg. di Fanteria di Linea Ten. Col. Blakeney  |
| 14º Regg. di Fanteria di Linea Ten. Col. Prince           | 20º Regg. di Fanteria di Linea Ten. Col. Bligh                      | 62º Regg. di Fanteria di Linea Ten. Col. Battereau |
| 21º Regg. di Fanteria di Linea Ten. Col. Charles Colville | 25º Regg. di Fanteria di Linea Lord Hugh Sempill                    | Milizia lealista scozzese Ten. Col. Jack Campbell  |
| 34º Regg. di Fanteria di Linea Ten. Col. Cholmondley      | 36º Regg. di Fanteria di Linea Ten. Col. Fleming                    | Dragoni di Cobham sconosciuto                      |
| 37º Regg. di Fanteria di Linea Ten. Col. Dejean           | 48º Regg. di Fanteria di Linea Ten. Col. Henry Seymour Conway (ADC) | Regg. a cavallo di Kingston sconosciuto            |
| Royal Artillery Cap. Cunningham                           |                                                                     |                                                    |
| Dragoni di Kerr Lord Mark Kerr                            |                                                                     |                                                    |

| Perdite         |       |        |                               |                               |                               |                               |                               |                               |
| Nº reggimento   | Morti | Feriti | Nº reggimento                 | Morti                         | Feriti                        | Nº reggimento                 | Morti                         | Feriti                        |
| 1º              | 0     | 4      | 3º                            | 1                             | 2                             | 13º                           | 0                             | 0                             |
| 4º              | 17    | 108    | 8º                            | 0                             | 1                             | 27º                           | 0                             | 0                             |
| 14º             | 1     | 9      | 20º                           | 4                             | 17                            | 62º                           | 0                             | 3                             |
| 21º             | 0     | 7      | 25º                           | 1                             | 13                            | Milizia lealista              | 6                             | 4                             |
| 34º             | 1     | 2      | 36º                           | 0                             | 6                             | Dragoni di Cobham             | 1                             | 0                             |
| 37º             | 14    | 69     | 48º                           | 1                             | 5                             | Regg. a cavallo di Kingston   | 0                             | 1                             |
| Dragoni di Kerr | 3     | 3      | Totale: 50 morti e 254 feriti | Totale: 50 morti e 254 feriti | Totale: 50 morti e 254 feriti | Totale: 50 morti e 254 feriti | Totale: 50 morti e 254 feriti | Totale: 50 morti e 254 feriti |

### Personaggi
- Carlo Edoardo Stuart
- Giacomo Francesco Edoardo Stuart
- Enrico Benedetto Stuart
- Guglielmo Augusto, Duca di Cumberland
- Giorgio II di Gran Bretagna
- Luigi XV di Francia

### Eventi
- Insurrezione giacobita
- Giacobitismo
- Guerra di successione austriaca

### Luoghi
- Scozia
- Inghilterra